# Каза Беби II (Сијена)
Каза Беби II је насеље у Италији у округу Сијена, региону Тоскана.
Према процени из 2011. у насељу је живело 12 становника. Насеље се налази на надморској висини од 713 м.